# Ángel Prieto Cruz
Ángel Prieto Cruz (1813 - ¿?) fue un político chileno.
Se casó con Clarisa Urriola Valdivieso y tuvieron descendencia.
Fue elegido diputado propietario por Chillán, período 1864-1867. Al abrirse el período era intendente de Colchagua, por lo que fue subrogado por el diputado suplente, Joaquín Blest Gana.
Electo diputado propietario por Illapel, período 1867-1870; integró la Comisión Permanente de Elecciones y Calificadora de Peticiones.
Diputado propietario por Combarbalá, período 1873-1876.